# Teresa Halik
Teresa Halik (Biała Podlaska, 23 settembre 1949 – Varsavia, 4 gennaio 2015) è stata una filologa polacca esperta in sinologia e vietnamologia.
Si laureò in sinologia presso l'Università di Varsavia e nel 1980 conseguì un master in storia del Vietnam presso l'Università di Hanoi. 
Lavorò presso la Facoltà di Studi Orientali dell'Università di Varsavia e presso il Dipartimento dei Paesi Extraeuropei dell'Accademia Polacca delle Scienze. Era ricercatrice della minoranza vietnamita in Polonia, autrice di numerosi lavori dedicati ai temi della cultura e della mentalità vietnamita, nonché all'integrazione dei vietnamiti nella società polacca. Studiò la storia e le trasformazioni politiche del Vietnam. Fu l'autrice del primo manuale per l'apprendimento della lingua vietnamita pubblicato in Polonia (con Hoang Thu Oanh). Insegnò la lingua vietnamita alla Facoltà di Filologia Vietnamita-Thailandese presso l'Università di Adam Mickiewicz a Poznań. Nel suo lavoro da ricercatrice apprezzava la didattica e la collaborazione con gli studenti.
Era sposata con il sociologo della medicina Janusz Halik. Visse a Pruszków vicino a Varsavia dove era attiva socialmente. Era una grande amante degli animali.

## Opere
- I vietnamiti in Polonia. Integrazione o isolamento, ed. Istituto di Studi Orientali, Facoltà di Lingue Moderne, Università di Varsavia, Varsavia 2002 (con Ewa Nowicka)
- Comunità migrante dei vietnamiti in Polonia alla luce della politica statale e delle valutazioni sociali, Uniwersytet im. A. Mickiewicz a Poznań, Poznań 2006
- Un bambino vietnamita nella scuola polacca. Cambiamento culturale e strategie per trasmettere la cultura natia nella comunità dei vietnamiti in Polonia, Prolog, Varsavia 2006 (con Ewa Nowicka e Wojciech Połeć)
- Tradizione non confuciana: il suo ruolo nel plasmare la società e lo stato in Vietnam, Nowy Dziennik, Facoltà di Lingue Moderne, Università di Varsavia, Varsavia 1999
- Lingua vietnamita[1] (libro di testo), volumi 1-2, Wydawnictwo Dialog, Varsavia 1994-1995 (insieme a Hoang Thu Oanh)